# Anna Margrethe Schmettau
Anna Margrethe Schmettau, født Brandt (27. september 1685 – 15. november 1768 på Vallø) var en dansk adelsdame.
Hun var datter af rentemester, senere overrentemester, gehejmeråd Peter Brandt (1644-1701) og Abigael Marie von Stöcken (ca.1661-1714). Hun blev gift 24. juni 1708 i Københavns Slotskirke med senere gehejmeråd Frederik Vilhelm Schmettau (1662-1735).
Som enke blev Schmettau 1753 hofmesterinde for Arveprins Frederik, samme år Dame de l'union parfaite og fra 1758 til sin død dekanesse på Vallø Stift.